# Церква Святого Різдва Богородиці (Новоукраїнка)
Церква Святого Різдва Богородиці — православний храм Одеської єпархії Православної церкви України в Новоукраїнці.

## Історія храму
У 1861 році на кошти парафіян та приватний благодійників була збудована однопрестольна церква, яка названа на честь Різдва Богородиці.
З 1877 року церкву очолював Іоанн Вікторов Русаневич. Це було його 2-е місце ведення служби.
Виконувачем обов'язків псаломщика у 1897 році став Микита Іоаннов Чернієнко. 1-е місце ведення служби.
В 1906 році церква розташовувалась у Куртівській волості Одеського повіту Херсонській губернії. Парафіянами були росіяни (1131 чоловік та 1074 жінок) з села Куртівка, селища Велика Карпівка (Шахлацьке), Ново-Дмитрівка, Ново-Дмитрівка (Чижевичева) + парафіяни приписної церкви на хуторі Капакліївка.
При церкві була церковно-парафіяльна школа, в якій навчалось 36 дівчат.
Капітал церкви сягав 396 рублів.
У церкві вели службу: священник та псаломщик. Священиком був Іоанн Вікторов Русаневич (66 років), закінчив Херсонську, на 1906 рік вже Одеську духовну семінарію за 2-м розрядом, законовчитель місцевої земської школи та завідувач і законовчитель церковно-парафіяльної школи. Мав жінку та сина (17 років). Кар'єру почав у 1867 році на посаді диякона та священника. Плата в парафії становила 94 руб. Псаломщиком був Микита Іоаннов Чернієнко (31 рік), закінчив церковно-парафіяльну школу, вчитель місцевої церковно-парафіяльної школи, неодружений. Кар'єру почав у 1897 році. Плата від парафії — 47 руб. Разом мали 120 десятин церковної землі, садибної — 3532 квадратних сажнів, орні церковні землі та сінокіс.
У 1911-1914 роках місцева церква, яку очолював священник Іоанн Русаневич, належала до Северинівської благочинної округи.